# Capiatá
Capiatá is een stad en gemeente (in Paraguay un distrito genoemd) in het departement Central.
De stad telt 233.000 inwoners, qua inwoneraantal de vijfde grootste stad van het land.

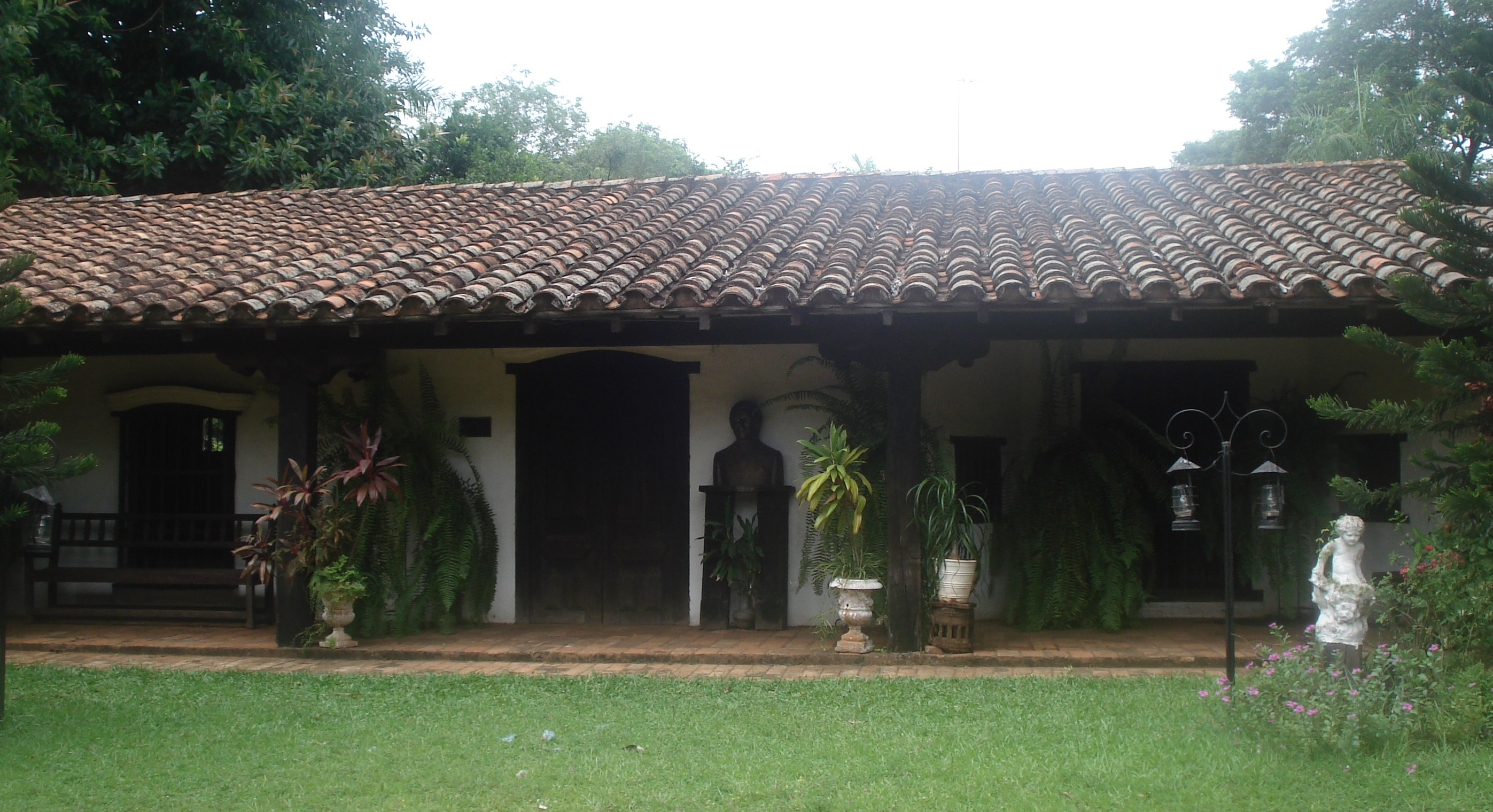
Museo Mitológico Ramón Elías